# چهار (آلبوم گادسمک)
آی وی چهارمین آلبوم استودیویی گروه هوی متال گادسمک می‌باشد که در اول آوریل ۲۰۰۶ منتشر شد. این آلبوم در هفتهٔ اول فروشش در امریکا "Billboard 200" در رده اول ایستاد.

## فهرست آهنگ‌ها
۱- زندگی در گناه
۲- بگو
۳- دشمن
۴- به پایین بتاب
۵- پوچی
۶- برای بدی سرانجامی نیست
۷- خون مرا می ریزی
۸- جادویی
۹- وسوسه
۱۰- مادر
۱۱- یک روز بارانی
۲- Speak
۳- The Enemy
۴- Shine Down
۵- Hollow
۶- No Rest for the Wicked
۷- Bleeding Me
۸- Voodoo Too
۹- Temptation
۱۰- Mama
۱۱- One Rainy Day

## پدید آورندگان
- سالی ارنا – آواز، ریتم گیتار، تهیه‌کننده
- تونی رامبولا – گیتار لید، هم‌آوازی
- رابی مریل – گیتار بیس
- شنون لارکین – درامز، پرکاشن
- اندی جونز – تهیه‌کننده
- لیزا گوئرو – همخوانی در آهنگ پوچی